# Philadelphie (Asie Mineure)
Pour les articles homonymes, voir Philadelphie.
Philadelphie était une ancienne cité lydienne, en Asie Mineure. Elle se situait au sud de Kogamis, sur la route reliant Sardes à Colosse, au niveau de l'actuelle Alaşehir - aujourd'hui en Turquie. Elle fait partie des Sept ( 7) Eglises de l'Asie Mineure que le Saint Esprit a révélé à l'Apotre Jean

## Histoire
Elle fut fondée en 189 av. J.-C. par le roi Eumène II de Pergame (197-160 av. J.-C.). Eumène II nomma la ville en l'honneur de son frère et futur successeur, Attale II (159-138 av. J.-C.), dont la loyauté lui valut le surnom « Philadelphos », littéralement « qui aime son frère » en grec.
Sans héritier, Attale III, dernier roi de la dynastie attalide, légua son royaume, y compris Philadelphie, à ses alliés de l'Empire romain à sa mort, en 133 av. J.-C.. Rome fonda alors la province d'Asie en 129 av. J.-C. en regroupant l'Ionie et le royaume de Pergame. Philadelphie comptait une importante communauté juive hellénistique, comme en témoignent les traces de synagogues.
La ville fut souvent touchée par des tremblements de terre et, d'après Strabon, fut plusieurs fois complètement détruite. Reconstruite par Tibère, elle fut nommée Neocæsarea (littéralement : « nouvelle Césarée »). Enfin, sous Vespasien, elle porta le nom de Flavia. Par la christianisation, Philadelphie entre progressivement dans la civilisation byzantine et reprend son nom d'origine : Philadelphie. Elle est d’ailleurs mentionnée avec ce nom au début du VIe siècle, par Zosime dans le livre IV de son histoire nouvelle. La cité est la sixième des sept églises d'Asie citées dans l'Apocalypse de la Bible chrétienne. Elle est la ville d’origine de la famille impériale des Anges.

En 1355 l'Empire byzantin se réduit à la Thrace, la Chalcidique, Mistra, quelques îles Égéennes, le Sud de la Crimée et Philadelphie en Asie Mineure.

Au XIVe siècle, la cité est entourée de toutes parts par les beylicats turcs, précurseurs de l'Empire ottoman, mais reste byzantine alors que toutes les autres cités d'Asie Mineure s'étaient rendues. Reconnaissant la souverainté du Basileus, le gouverneur, appuyé sur des mercenaires catalans, mène une politique indépendante et neutre. En 1390, le sultan ottoman Bajazet Ier, aidé d'une force auxiliaire chrétienne commandée par l'empereur byzantin Manuel II Paléologue, la conquiert malgré une résistance prolongée et lui donne le nom d'Alaşehir, la « très bonne ville ». Philadelphie fut la dernière place forte byzantine de l'Anatolie.
Douze ans plus tard, elle fut prise par Tamerlan, qui construisit un mur en y incluant les cadavres de ses prisonniers. Un fragment de cette structure est conservé à la bibliothèque de la cathédrale de Lincoln, en Angleterre.
En 1577, Gabriel Sévèros, alors prêtre de l'église San Giorgio dei Greci à Venise, fut nommé métropolite de Philadelphie par le patriarche de Constantinople, Jérémie II Tranos. Comme, au bout de douze ans, il n'avait toujours pas pu rejoindre son diocèse, le patriarche le nomma exarque pour les Grecs orthodoxes de Vénétie et de Dalmatie, l'exemptant de l'obligation de résider dans son diocèse, exemption qui fut transmise à ses successeurs.
En 1923, en application du Traité de Lausanne, ses habitants grecs furent expulsés vers la Grèce où certains fondèrent Néa Filadélfia (« Nouvelle-Philadelphie »), dans la banlieue nord d'Athènes.